# Salix pseudotangii
Salix pseudotangii là một loài thực vật có hoa trong họ Liễu. Loài này được C. Wang & C.Y. Yu miêu tả khoa học đầu tiên năm 1974.